# قدرت (مجموعه تلویزیونی)
قدرت (Power) یک سریال درام است که از ۲۰۱۴ تا ۲۰۱۹ از استارز پخش شد.